# 壇場山古墳
壇場山古墳（だんじょうざんこふん）は、兵庫県姫路市御国野町国分寺にある古墳。形状は前方後円墳。国の史跡に指定されている。
中播磨・西播磨地方では最大、兵庫県では第3位の規模の古墳で、5世紀前半（古墳時代中期）頃の築造と推定される。
本項目では、壇場山古墳の北西方にある山之越古墳（国の史跡に包含）についても解説する。

## 概要
姫路市東部、市川左岸の段丘上に位置する。神功皇后が壇を築き祈念した地とする伝承があり、名称の「壇場山」はこれに由来する。現在までに踏査・測量等の調査は行われているが、墳丘・埋葬施設に関しては未調査である。
墳形は前方後円形で、前方部を北西方に向ける。墳丘は3段築成で、段丘を切り盛りして築造されており、墳丘長は約143メートルを測るが、これは中播磨・西播磨地方では最大規模で、兵庫県内では五色塚古墳（神戸市、194メートル）、雲部車塚古墳（丹波篠山市、158メートル）に次ぐ第3位の規模になる。墳形は仲津山古墳（大阪府藤井寺市）に類似し、墳丘のくびれ部には東西両側に造出を有する。墳丘外表には葺石が葺かれ、円筒埴輪や、盾形・家形・短甲形・蓋形などの形象埴輪も検出されている。墳丘周囲には幅約10-20メートルの盾形周濠が巡らされ、墳丘西側には周濠外側に周庭帯が認められているほか、外周域には陪塚数基が存在した（うち現存2基）。埋葬施設（内部施設）は竜山石製長持形石棺の直葬で、現在も後円部墳頂において石棺の蓋石を露出する。この石棺の開蓋の有無は明らかでないが、後円部からは鉄鏃と刀剣が出土したと伝わる。
この壇場山古墳は、古墳時代中期の5世紀前半頃の築造と推定される。被葬者は明らかでないが、播磨国造（針間国造）の人物とする説がある。また、壇場山古墳と雲部車塚古墳とが規模・埋葬石棺の点で類似することから、ヤマト王権に対してこの2古墳が同等の位置づけにあったとする説もある。壇場山古墳に先立つ首長墓は西播磨の輿塚古墳（たつの市）とされ、そこから勢力が東に伸長して中播磨の壇場山古墳に移り、次いで壇場山古墳の北西の山之越古墳に継承されたと推測される。
古墳域は、1921年（大正10年）に陪塚2基や山之越古墳と合わせて「壇場山古墳 第一、二、三古墳」として国の史跡に指定された。古墳周辺は現在までに宅地化が進んでいる。なお、付近には播磨国分寺跡・国分尼寺跡がある。

## 墳丘

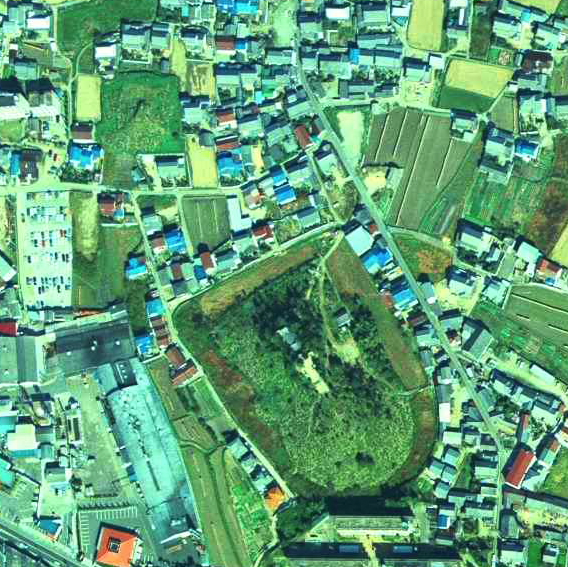
壇場山古墳・山之越古墳の空中写真（1980年）
。

墳丘の規模は次の通り（『姫路市史』編纂に伴う姫路市教育委員会の測量結果）。
- 墳丘長：約142.8メートル
- 後円部 - 3段築成。
  - 直径：約83メートル
  - 高さ：約13.2メートル
- 前方部 - 3段築成。
  - 長さ：約76メートル
  - 幅：約87メートル
  - 高さ：約11.4メートル

墳丘の外形は、大王墓の仲津山古墳（大阪府藤井寺市、290メートル）の2分の1相似形と見られ、ヤマト王権との密接なつながりを示す。前方部墳頂にはかつて天満宮があったが（現在は付近に移築）、その社殿造営に際する前方部の変形が認められている。墳丘の東西両側のくびれ部には造出があり、このうち東側の造出は以前は相撲場として利用されていた。
墳丘周囲には幅約10-20メートルの盾形周濠が巡らされ、周濠を含んだ古墳の総長は約170メートルにも及ぶ。周濠の後円部部分は段丘を掘り込んで形成されるが、常時湛水することはない空濠であったとされる。また墳丘西側の周濠沿いには平行して周庭帯（古墳兆域の区画線）が認められており、長さ約170メートル、幅約23メートルを測る。

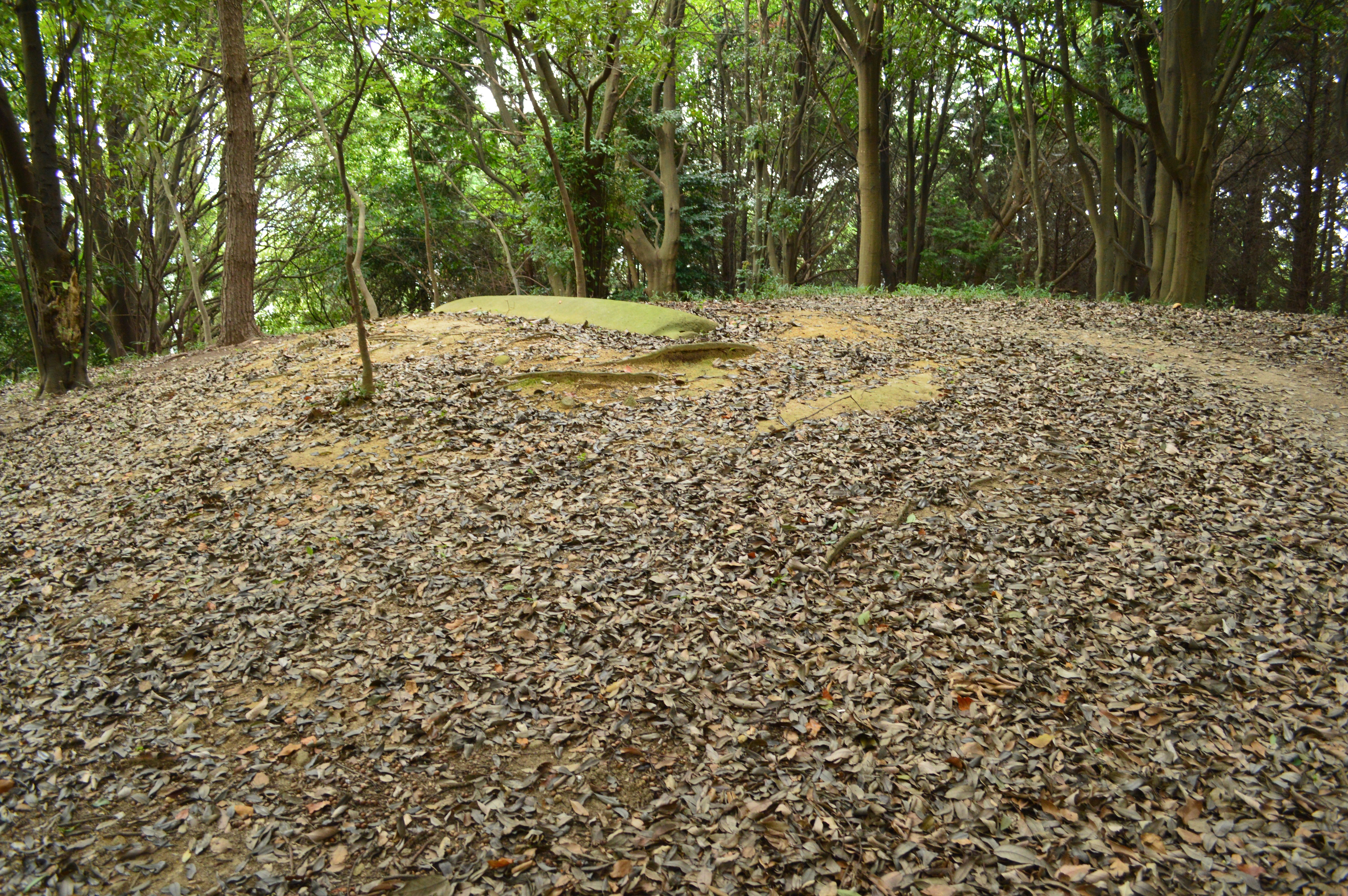
後円部墳頂 画像中央に石棺。
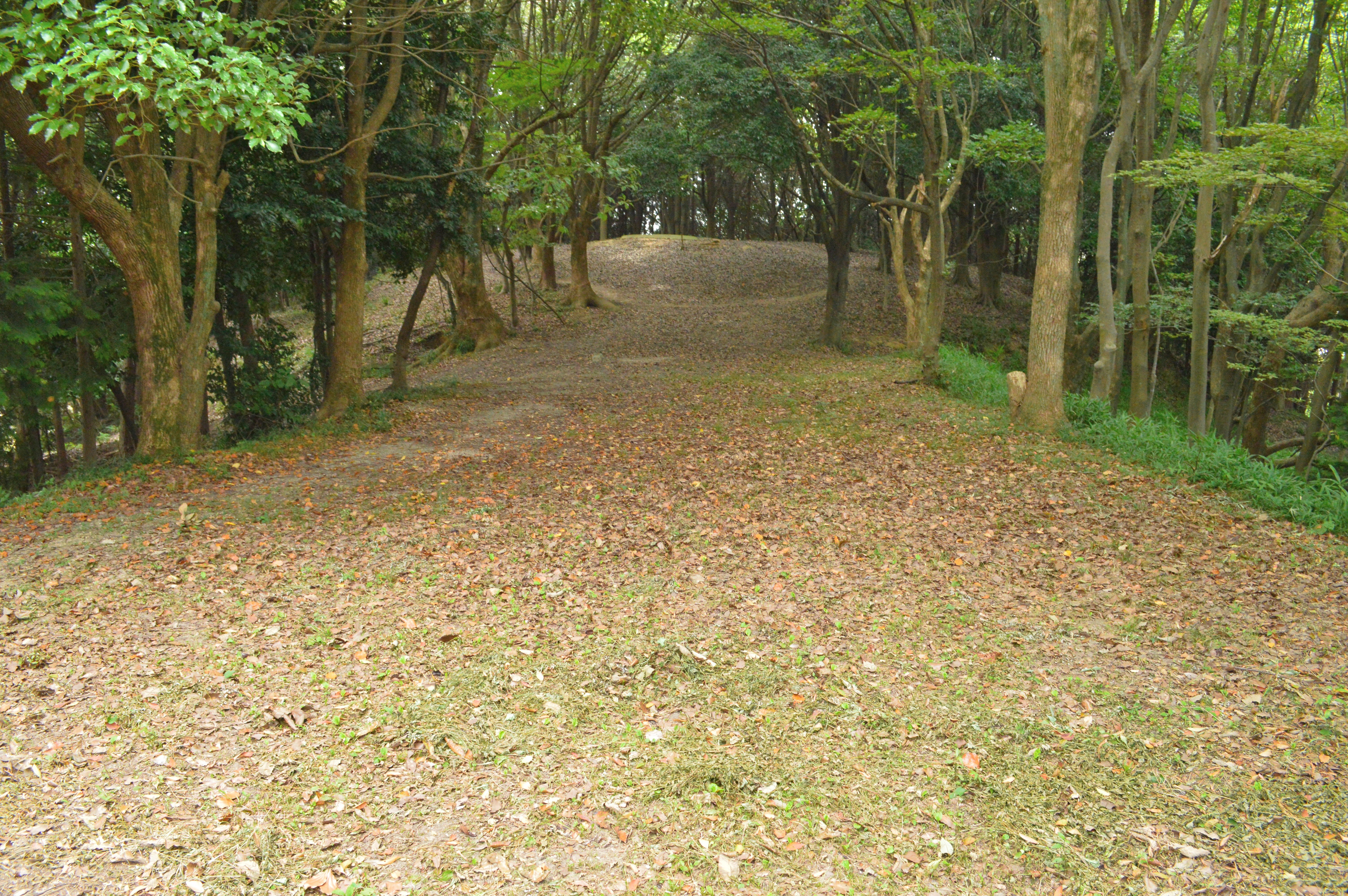
前方部から後円部を望む
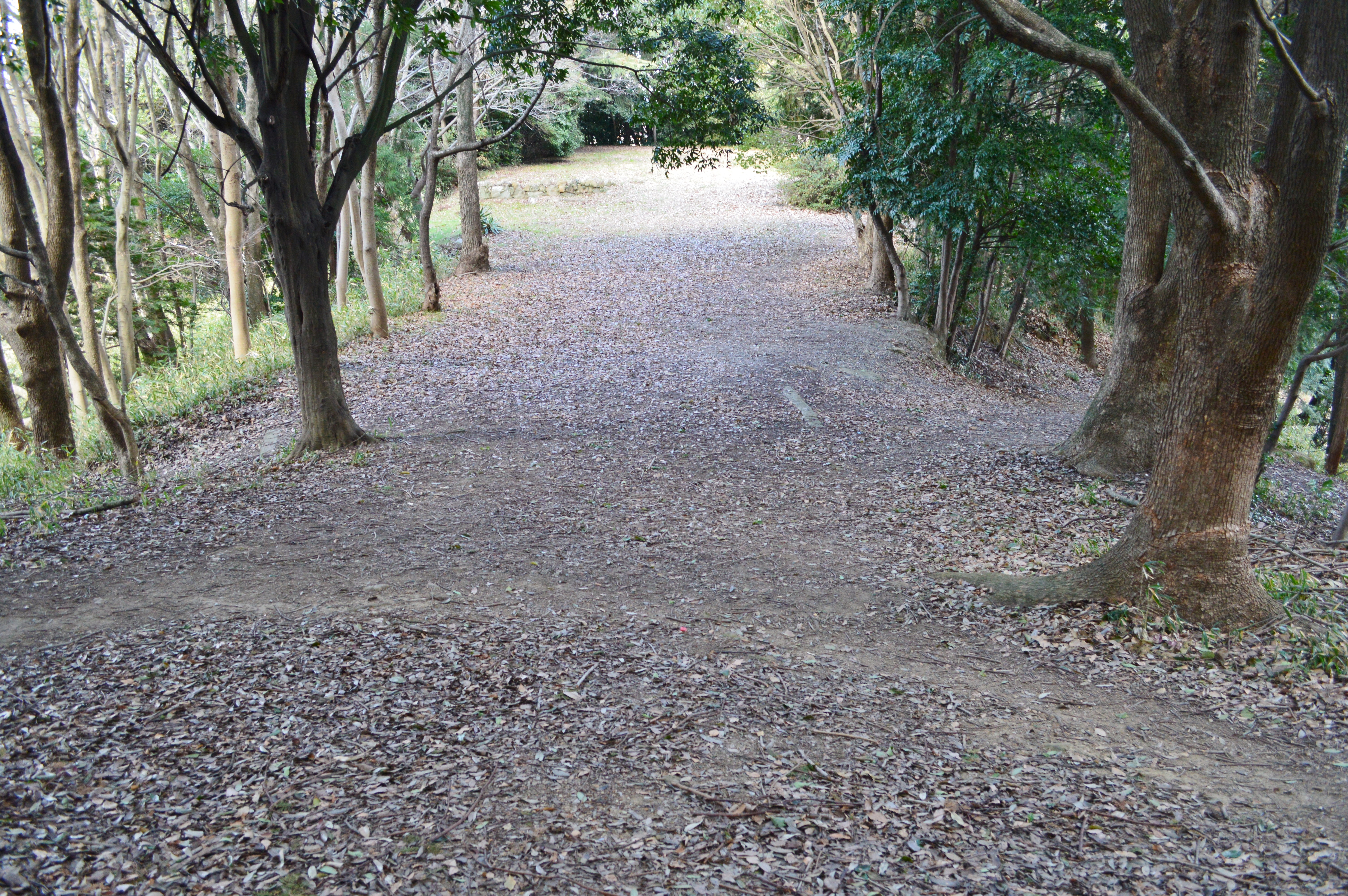
後円部から前方部を望む
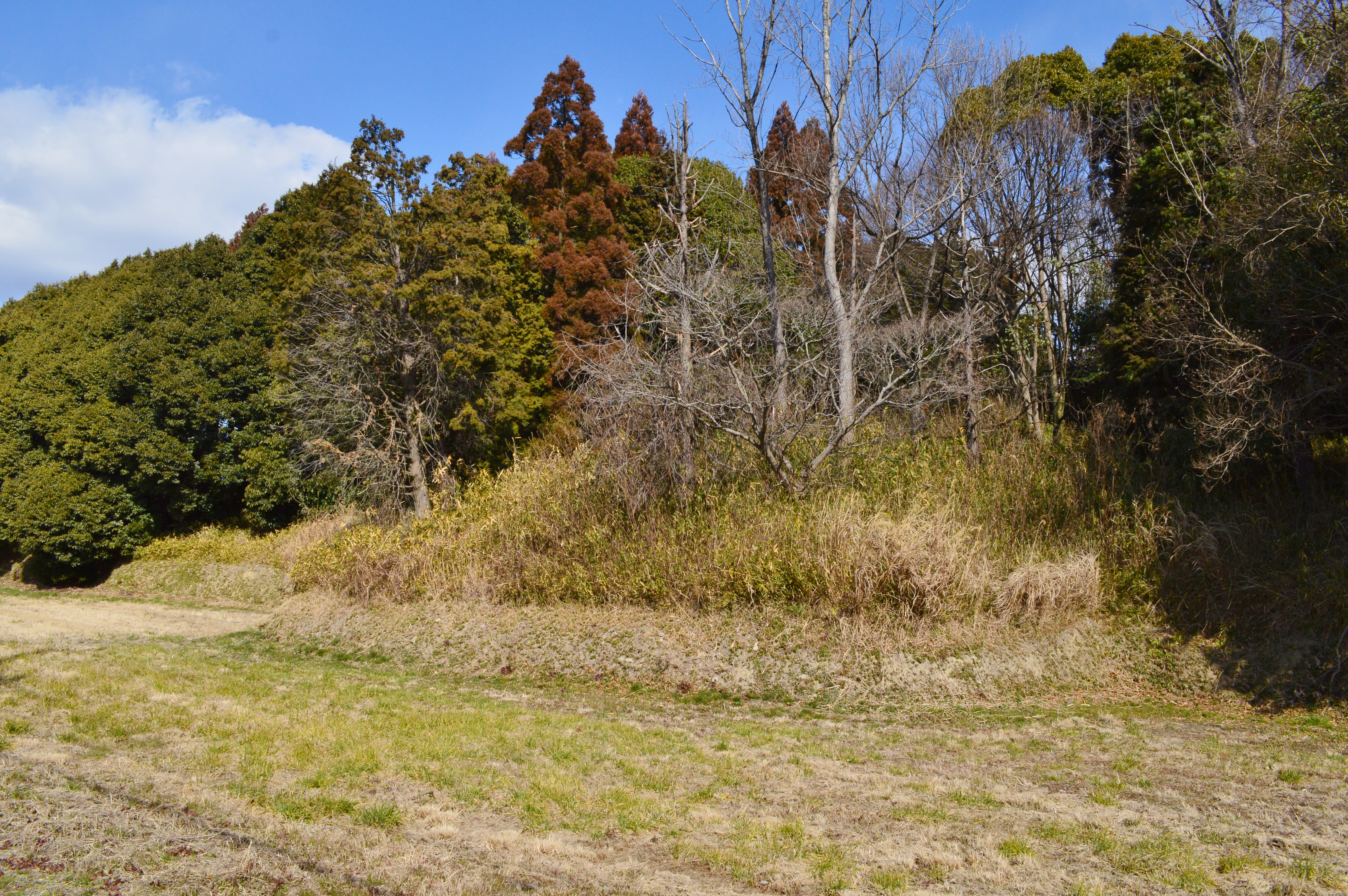
西造出
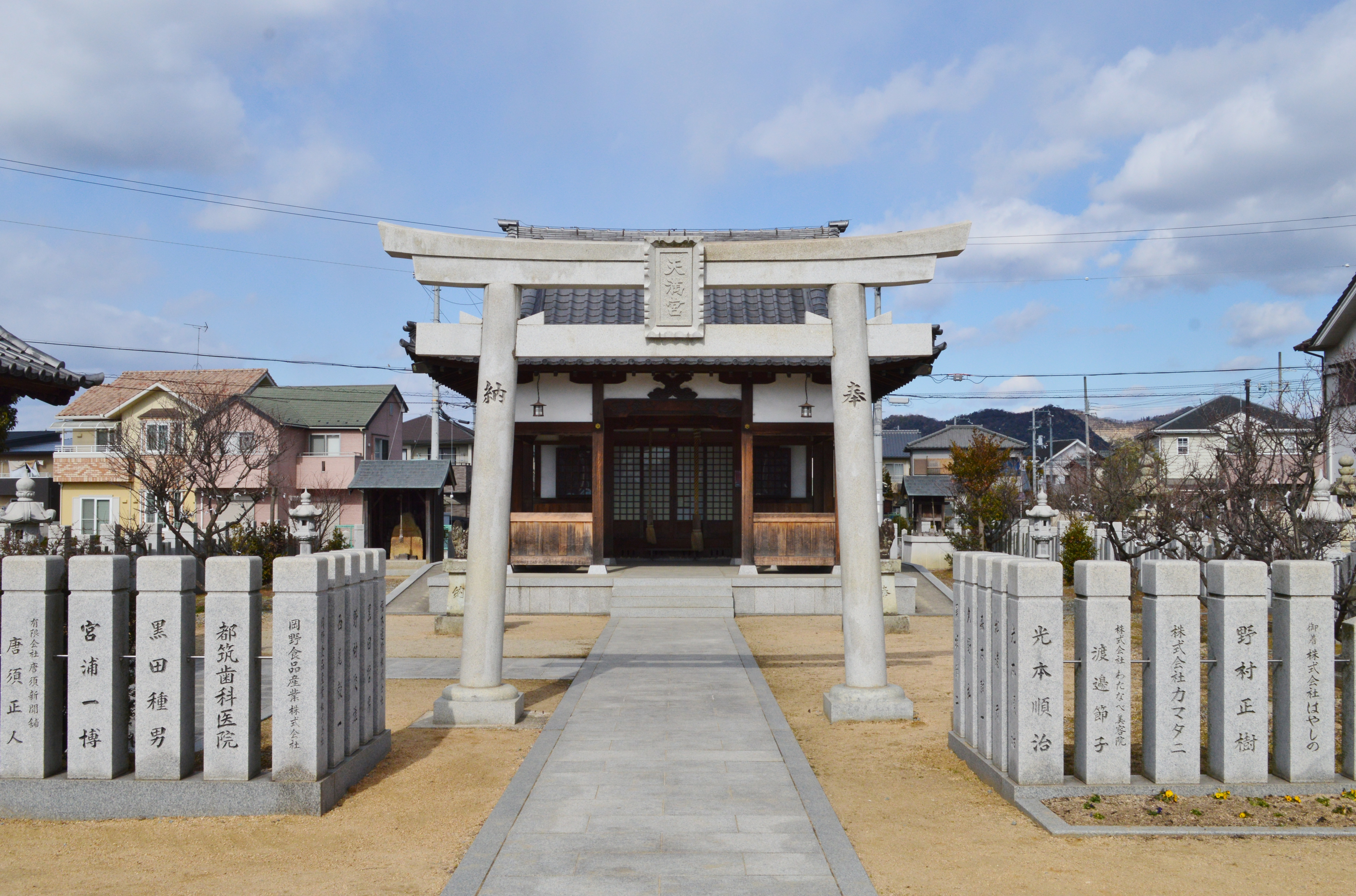
壇場山古墳から移転した国分寺天満宮

## 埋葬施設

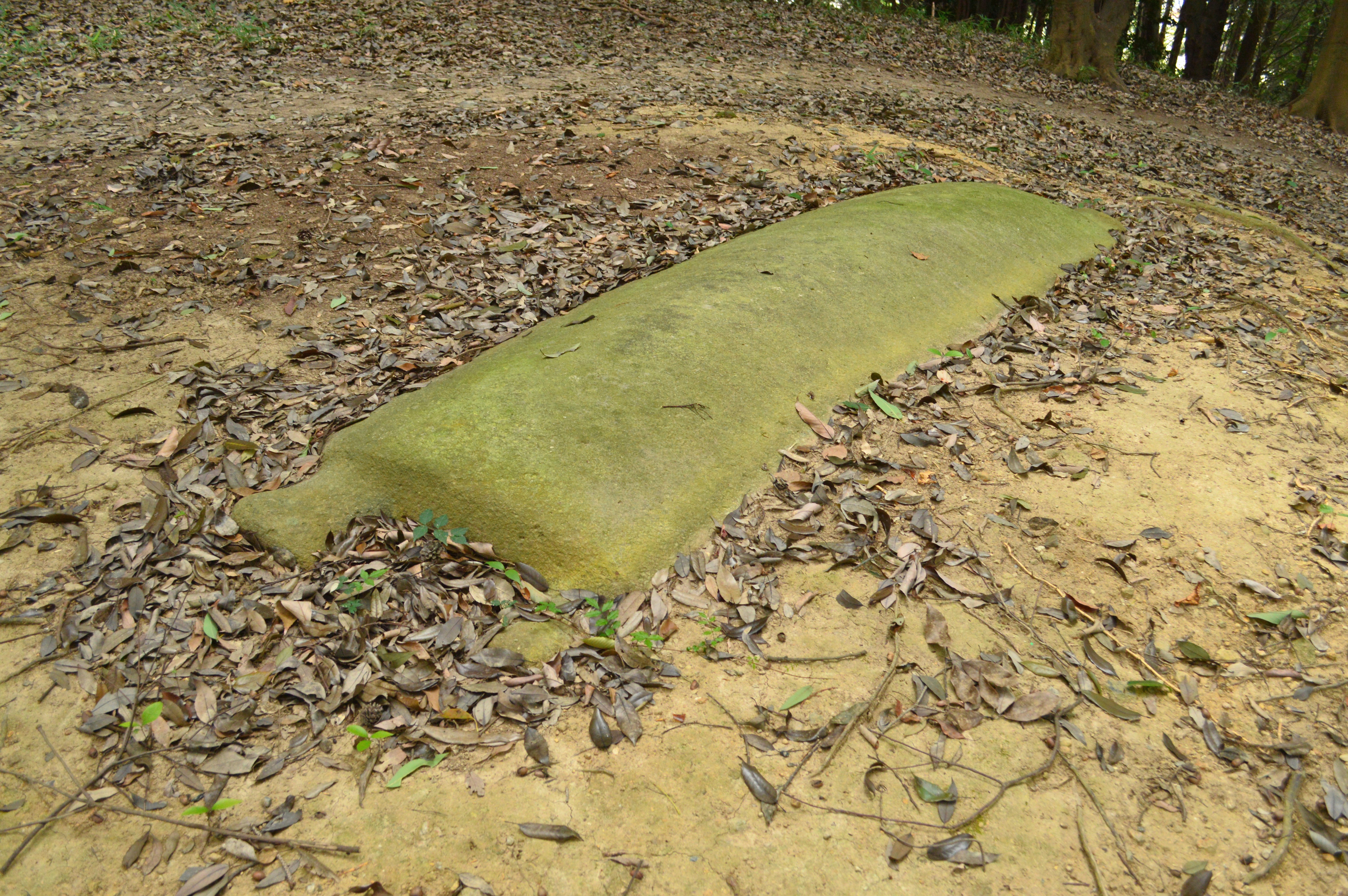
後円部墳頂の長持形石棺蓋石

埋葬施設は、組合せ式長持形石棺が後円部墳頂に露出することから、この石棺の直葬とされる。石材は加古川流域産の成層ハイアロクラスタイト（竜山石）。石棺の埋葬方向は主軸と直交する。墳頂に露出する蓋石は長さ2.7メートル、幅1.2メートルを測り、縄掛突起が各辺2個ずつの計8個ある。
この石棺の開蓋有無は明らかでないが、1903年（明治36年）11月23日付の朝日新聞神戸附録には開蓋を示唆する記事が存在する。また、1910年（明治43年）には石棺の北西方の所で鉄鏃200点余りと刀剣10数点の出土があったというが、この石棺とは別の埋葬施設かは明らかでない。現在ある石棺が後円部中央に位置していないこともあり、室宮山古墳（奈良県御所市）のように埋葬施設が複数ある（あった）可能性が指摘されている。
竜山石の長持形石棺は畿内の大王墓によく見られるものであるが、当地では壇場山古墳のほか櫛之堂古墳（陪塚）や山之越古墳でも認められており、陪塚にまで使用されるという特異な様相を示している。各地に長持形石棺を供給した竜山石の石切場は本古墳の南東約8キロメートルに位置するため、竜山石の産出が壇場山古墳の被葬者の支配下に置かれ、比較的容易に長持形石棺を採用できた可能性が指摘される。なお、壇場山古墳周辺の神社・寺院などにも長持形石棺の部材の遺存が知られるが、壇場山古墳にあった可能性を含めてこれらが元々いずれの古墳にあったものかは明らかでない。

## 陪塚
壇場山古墳の周囲では陪塚数基（10基程度か）の築造が知られ、うち次の2基が現存する。
- 林堂東塚古墳（りんどうひがしづかこふん、北緯34度49分20.30秒 東経134度44分12.03秒）
史跡「壇場山古墳 第一、二、三古墳」のうち「第一古墳」。壇場山古墳後円部の東側に位置する。墳丘は大きく削られており、詳細は不明[1]。
- 櫛之堂古墳（くしのどうこふん、北緯34度49分17.91秒 東経134度44分6.62秒）
史跡「壇場山古墳 第一、二、三古墳」のうち「第二古墳」。壇場山古墳後円部の南西側に位置する。墳丘は大きく削られており、墳形は不明。墳丘やや西寄りには長持形石棺の短辺部が露出しており、埋葬施設は長持形石棺の直葬とされる。名称の「櫛之堂」は、この石棺の形状が「櫛の胴」に見えたことに由来する[2]。

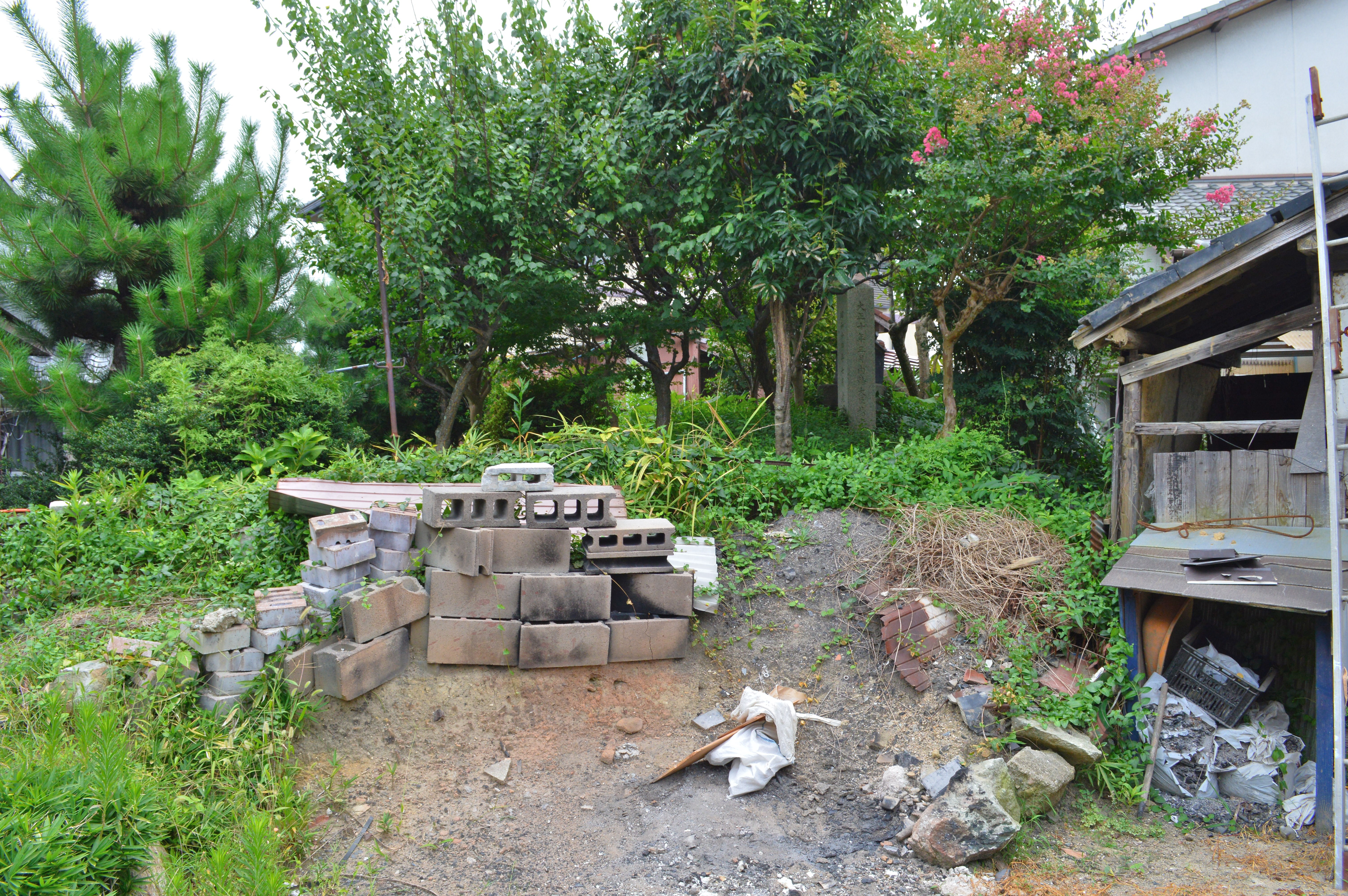
林堂東塚古墳（第一古墳）
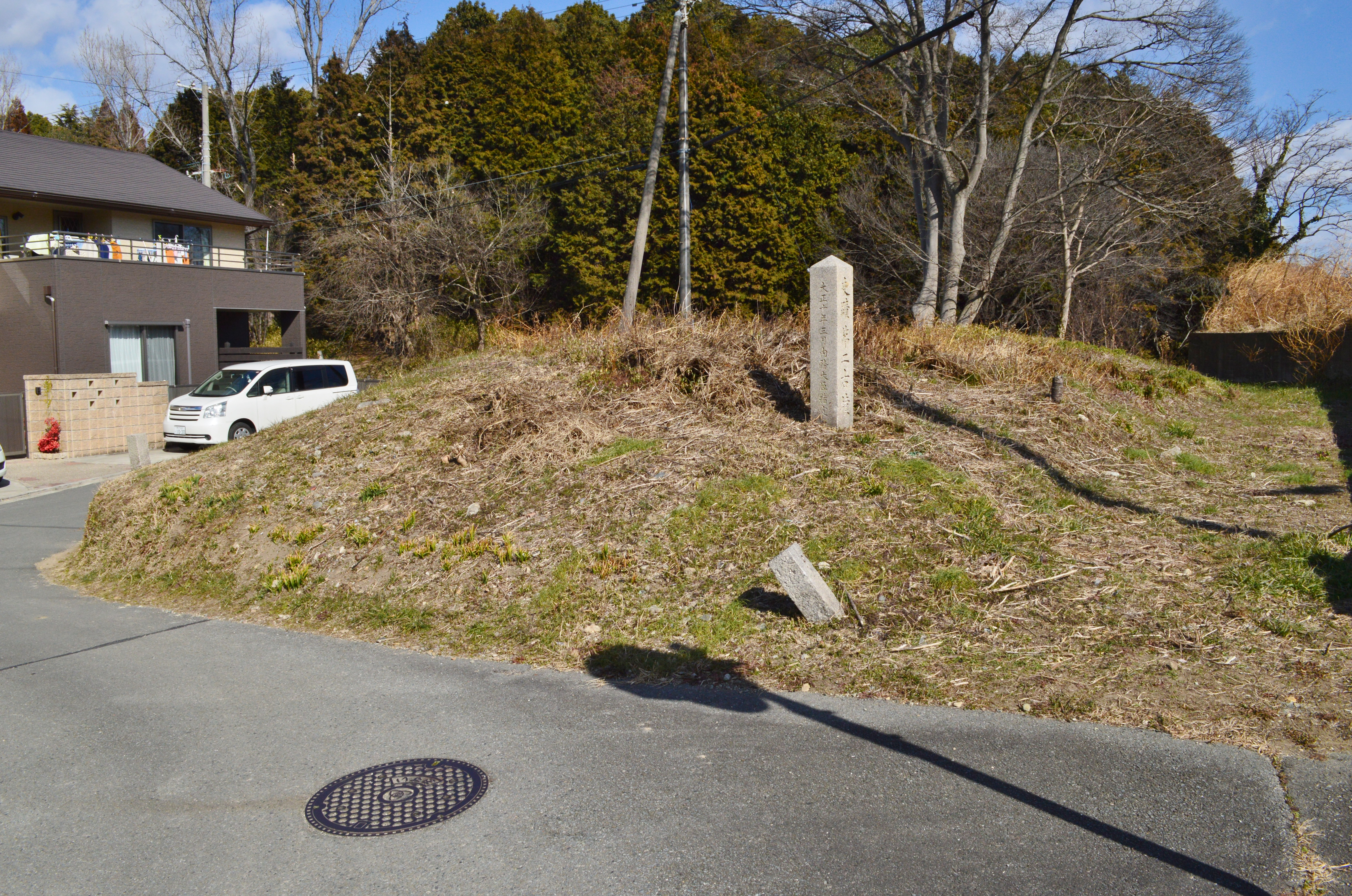
櫛之堂古墳（第二古墳）
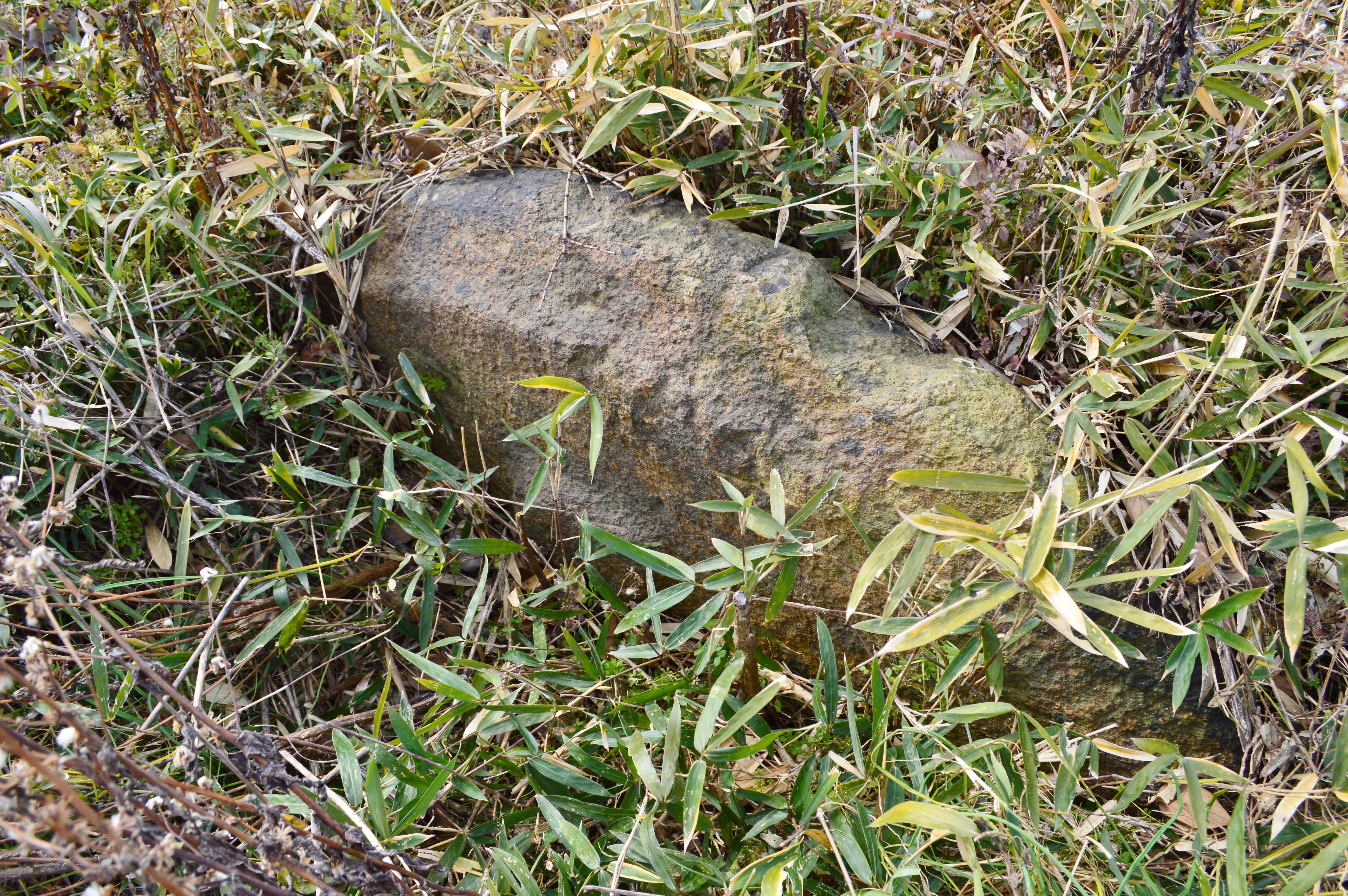
櫛之堂古墳墳頂の長持形石棺

## 山之越古墳
山之越古墳（やまのこしこふん）は、壇場山古墳の北西にある方墳。名称は「小山古墳」とも。史跡「壇場山古墳 第一、二、三古墳」のうち「第三古墳」として、国の史跡に指定されている。
古墳は壇場山古墳の主軸線上、北西約150メートルの地に位置する。一辺約60メートルの方墳で、高さは約7メートル。方墳としては兵庫県下で最大規模であるが、現在までに墳丘北半の大部分が削られ、全体的にも荒廃が進んでいる。かつては段築があったと推定されるが、現在にその痕跡は認められていない。墳丘外表には葺石が葺かれたと見られ、また円筒埴輪の細片が検出されている。墳丘周囲には幅約17メートルの周濠が巡らされていた。
埋葬施設として組合せ式の長持形石棺が現在墳頂に露出するが、竪穴式石槨の痕跡が周囲に見当たらないことから、この石棺は墳丘に直葬されたと見られている。石棺の石材は壇場山古墳と同様に、加古川流域産の成層ハイアロクラスタイト（竜山石）になる。長さは壇場山古墳石棺に比べて短く、様式からはやや後世のものとされる。石棺は1897年（明治30年）に開蓋されており、棺内には白色の川原石が敷かれた上に被葬者が北を頭位として伸展状態で安置され、さらに銅鏡（直径16.4センチメートルの獣帯鏡）・勾玉・管玉・刀剣等の副葬品があり、副葬品には朱が付着していたという。しかし現在までに勾玉・管玉類は散逸し、残る銅鏡・刀剣類も大きく破損している。他に棺外にも刀剣等の埋葬があったというが、詳らかではない。
この山之越古墳の築造時期は、壇場山古墳に次ぐ5世紀中頃と推定される。かつては壇場山古墳の陪塚と考えられ、「第三古墳」として国の史跡にも指定されたが、現在では壇場山古墳に次ぐ首長墓と推定されている。大規模な古墳ではあるが前方後円墳ではなく方墳が採用された点から、被葬者がヤマト王権の強い統制下に置かれた様子が指摘される。

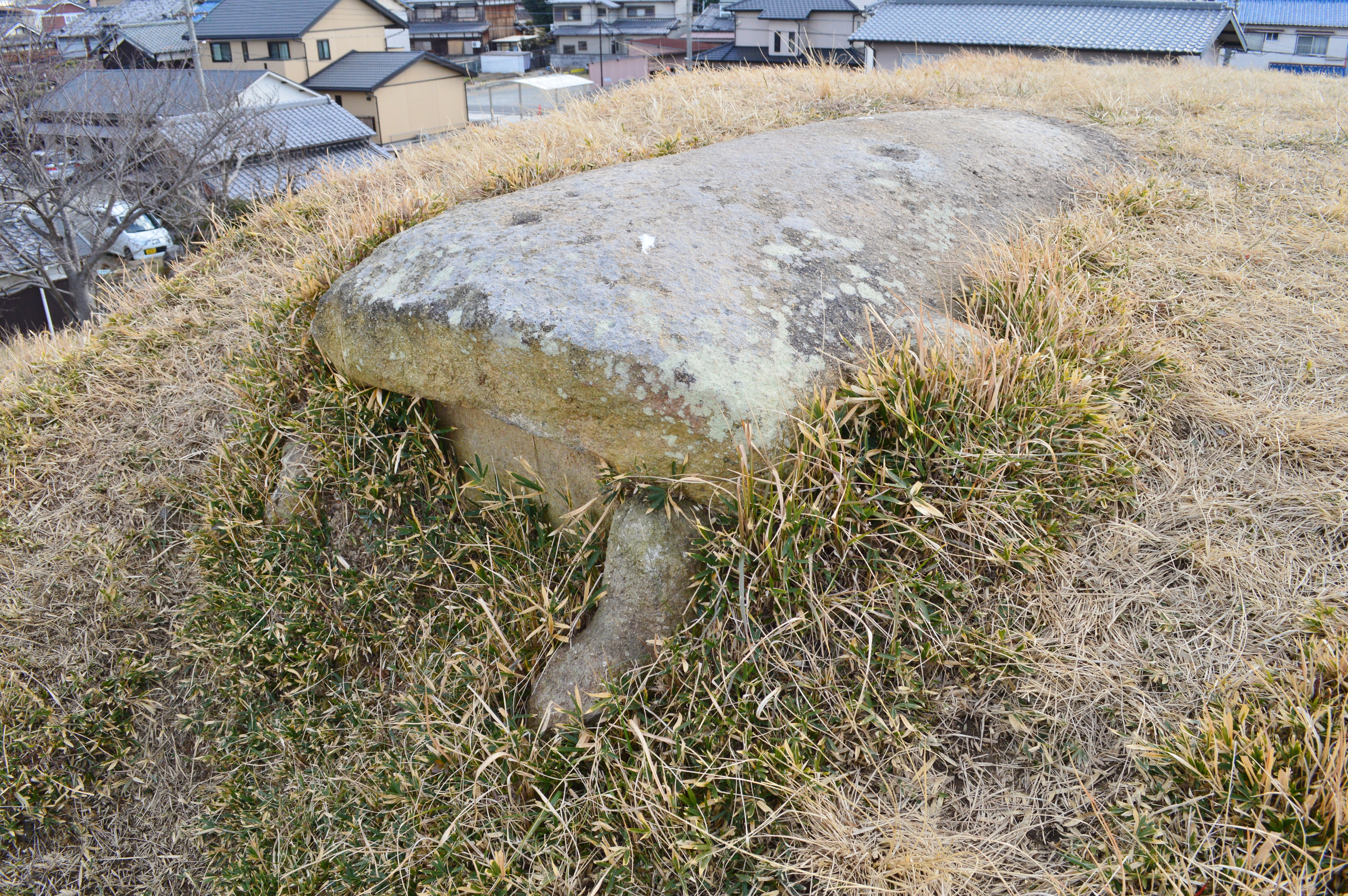
墳頂の長持形石棺

## 文化財

### 国の史跡
- 壇場山古墳 第一、二、三古墳 - 1921年（大正10年）3月3日指定[6]。